# Мааш Зумсоевский
Мааш Зумсоевский (чечен. Зумсойн МаІаш, араб. معش الزونسي‎ • Мааш аз-Зунси) — чеченский амир, один из самых образованных чеченцев своего времени, хафиз. Участник Кавказской войны, наиб Северо-Кавказского имамата. Представитель тайпа Зумсой.

## Биография
Родился в селении Зумсой, верховьях  Аргунского ущелья Чечни. Представитель одноименного тайпа. 
Мааш с ранних лет занимался изучением религиозных наук, проходил обучение в различных местах всего Северного Кавказа, являлся одним из самых образованных и авторитетных чеченцев, который знал Коран наизусть. Считался храбрым, отважным воином и великолепным наездником.
В 1840 году только что изгнанный из Дагестана Шамиль находился в Пхамтой-Мохке у Батуко Шатоевского, приглашая туда уважаемых в обществе людей. «Двое амиров Мааш Зумсоевский и Чупалав Ачиннинский явились с конными отрядами из своих округов» — отмечает летописец Имаммухаммад Гигатлинский. Далее он пишет:

«Но зато явились они к имаму вместе с кавалеристами… сидящие на прекрасных скакунах, которые время от времени вставали на дыбы, удивляли зумсоевцы и очининцы людей, взиравших на них, своей великолепной одеждой, сшитой из лёгких тканей, и своим оружием, покрытым сверкающим серебром.
Имам Шамиль, когда увидел прибывших к нему этих зумсоевцев и очининцев, вышел к ним. Шамиль вышел к ним тогда с почтением, прославляя и благодаря названных выше гордых эмиров, Мааша и Чупалава, за то, что вошли они в ряды его последователей, чтобы помогать исламской религии.
Тут имам Шамиль первым делом назначил Чупалава наибом в округ, именуемый Ачинни. Затем был назначен наибом Мааш Зумсоевский — в округ именуемый Зумсой и Чинахой».
Мааш также подарил Шамилю своего коня, отдав его вместе с седлом и уздечкой. Пробыл наибом лишь год и внес большой вклад в дело объединения различных чеченских обществ под единым предводительством.
Мааш пользовался большим уважением и авторитетом среди всех чеченских обществ вместе с такими предводителями, как Шуаиб, Ташав-Хаджи, Уди-Мулла, Оздемир и другие. Смерть Мааша – способного помощника и одного из первых наибов Имамата – являлось большой утратой для Шамиля.

## Память
Во времена Чеченской Республики Ичкерия, одна из улиц Грозного была переименована в честь Мааша Зумсоевского.